# Springar
Springar är en norsk variant av musikformen och dansen polska i 3/4-takt som är livfull och påminner om den västsvenska springleken. Exempel på varianter är Telespringar, Valdresspringar och Vossaspringar. Springar är vanligast i västra Norge och dansas till musik som framför allt spelas på Hardingfela (även kallad Hardangerfela).
Valdresspringar har sitt ursprung i området Valdres i Norge. Den dansas till tretaktsmusik med ojämn karaktär. (De olika taktdelarna är inte lika långa.)
Söker man på youtube kan man finna många videor med springar. 
Se även polska (dans och musik) för mer uppgifter. 